# 安布西特拉

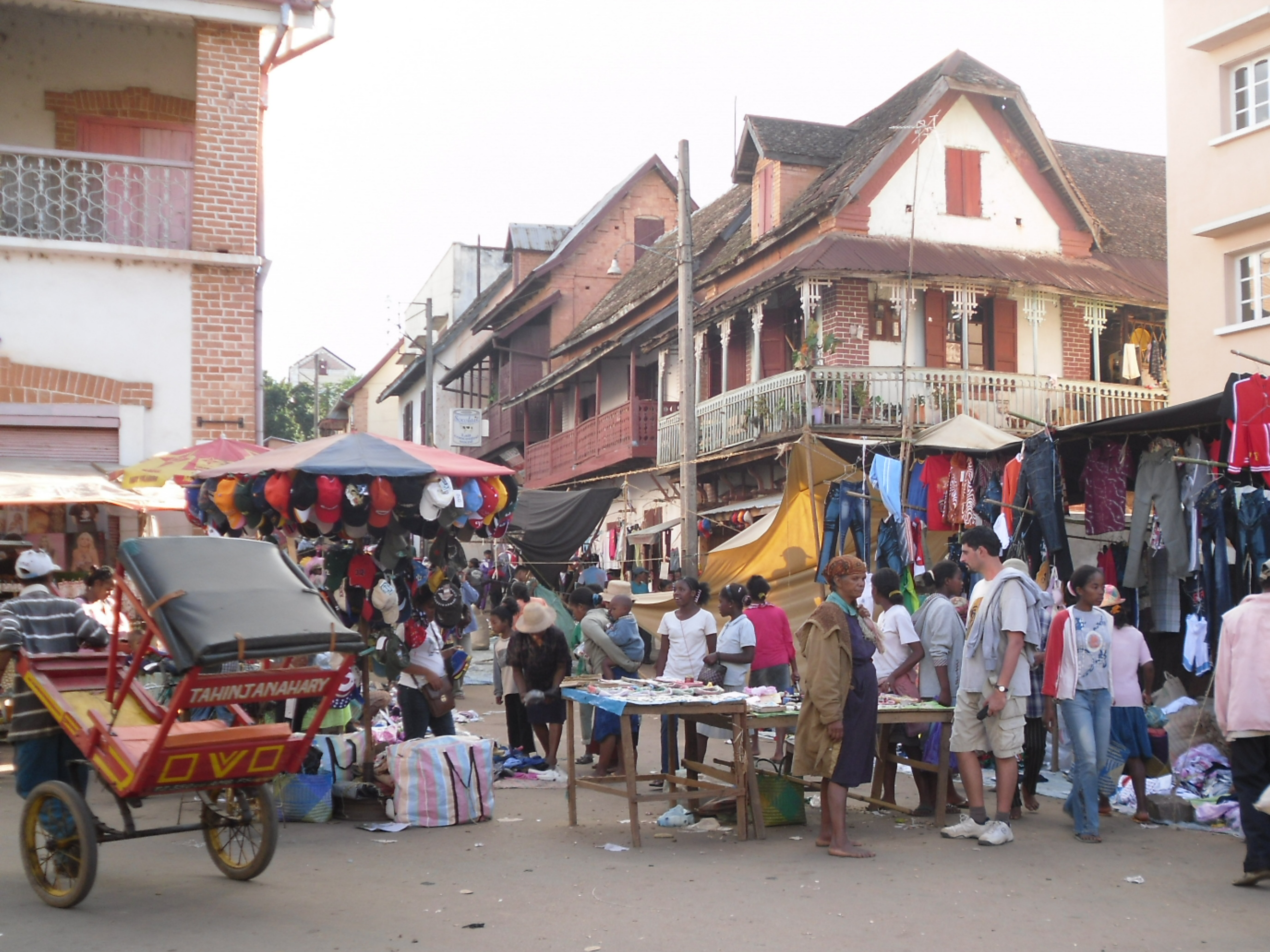
安布西特拉

安布西特拉是馬達加斯加的城市，也是阿莫羅尼馬尼亞區的首府，位於該國東南部，距離首都塔那那利佛約180公里，海拔高度1,280米，每年平均降雨量1,530毫米，2001年人口約32,800。
20°31′S 47°15′E / 20.517°S 47.250°E